# Pittsburgh Post-Gazette
Pittsburgh Post-Gazette (PG) är den största dagstidningen i Pittsburghs storstadsområde, i Pennsylvania. Den har vunnit sex Pulitzer Prize sedan 1938.

## Historia
Post-Gazette började som fyra sidor som gavs ut veckovis under namnet The Pittsburgh Gazette, först utgiven 29 juli 1786 på uppmuntran av Hugh Henry Brackenridge. Det var därmed den första tidningen att ges ut väster om Alleghenybergen. Utgiven av Joseph Hall och John Scull, täckte tidningen början av statsbildningen. En av de tidigaste betydande artiklarna var när Gazette publicerade den nyligen antagna Förenta staternas konstitution.
År 1820 ändrades namnet till Pittsburgh Gazette and Manufacturing and Mercantile Advertiser under ansvariga utgivarna Eichbaum och Johnston och chefredaktör Morgan Neville David MacLean köpte tidningen 1822, och bytte senare tillbaka till föregående titel.